# Granite Knolls
Die Granite Knolls (wörtlich übersetzt Granitknubbel) sind markante Felsvorsprünge im ostantarktischen Viktorialand. Sie ragen an der Nordwestflanke des Blue Glacier und 8 km westlich des Hobbs Peak auf.
Ihren deskriptiven Namen erhielten sie durch Teilnehmer der Terra-Nova-Expedition (1910–1913) unter der Leitung des britischen Polarforschers Robert Falcon Scott.